# Tournoi des Six Nations féminin 2005
Cet article traite de l'épreuve féminine. Pour la compétition masculine, voir Tournoi des Six Nations masculin 2005.
Pour un article plus général, voir Tournoi des Six Nations féminin.
Navigation
Tournoi féminin 2004 Tournoi féminin 2006
Le Tournoi des Six Nations féminin 2005 est la dixième édition du tournoi, et la quatrième qui se joue à six nations. Cette édition se déroule du 4 février au 19 mars 2005 et oppose les équipes d'Angleterre, d'Écosse, d'Espagne, de France, d'Irlande et du pays de Galles.
L'équipe de France, battant difficilement ses deux principaux adversaires — l'Angleterre (13-10) et l'Écosse (22-15)—, emporte le tournoi et le Grand Chelem. L'Angleterre gagne la Triple couronne, tandis que le pays de Galles échappe à la Cuillère de bois par son match nul contre l'Espagne.

## Les matchs
Les rencontres du tournoi se déroulent sur cinq journées en février et mars.
| 4 février 2005 | Roubaix           | France         | 22 - 15 | Écosse     |
| 4 février 2005 | Cardiff Arms Park | Pays de Galles | 00 - 81 | Angleterre |
| 5 février 2005 | Madrid            | Espagne        | 19 - 17 | Irlande    |

| 12 février 2005 | Orense                 | Espagne    | 10 - 10 | Pays de Galles |
| 12 février 2005 | Murrayfield, Édimbourg | Écosse     | 15 - 50 | Irlande        |
| 13 février 2005 | Londres, Imber court   | Angleterre | 10 - 13 | France         |

| 25 février 2005 | Bondoufle | France  | 48 - 00 | Pays de Galles |
| 26 février 2005 | Dublin    | Irlande | 00 - 32 | Angleterre     |
| 26 février 2005 | Glasgow   | Écosse  | 19 - 30 | Espagne        |

| 12 mars 2005 | Londres, Imber court   | Angleterre | 76 - 00 | Espagne        |
| 13 mars 2005 | Dublin                 | Irlande    | 00 - 34 | France         |
| 13 mars 2005 | Murrayfield, Édimbourg | Écosse     | 22 - 50 | Pays de Galles |

| 18 mars 2005 | Cardiff Arms Park     | Pays de Galles | 06 - 11 | Irlande |
| 19 mars 2005 | Sant Boi de Llobregat | Espagne        | 00 - 39 | France  |
| 19 mars 2005 | Twickenham            | Angleterre     | 22 - 10 | Écosse  |

## Le classement

Nations participantes au Tournoi

| Rang | Nation         | J | V | N | D | Pm  | Pe  | Diff | Pts |
| ---- | -------------- | - | - | - | - | --- | --- | ---- | --- |
| 1    | France (T)     | 5 | 5 | 0 | 0 | 156 | 25  | +131 | 10  |
| 2    | Angleterre     | 5 | 4 | 0 | 1 | 221 | 23  | +198 | 8   |
| 3    | Écosse         | 5 | 3 | 0 | 2 | 81  | 57  | +24  | 6   |
| 4    | Espagne        | 5 | 1 | 1 | 3 | 32  | 161 | -129 | 3   |
| 5    | Irlande        | 5 | 1 | 0 | 4 | 33  | 106 | -73  | 2   |
| 6    | Pays de Galles | 5 | 0 | 1 | 4 | 21  | 172 | -151 | 1   |

|  | Vainqueur du tournoi  |
|  | T : Tenante du titre. |